# Можжевельник казацкий (памятник природы)
Можжевельник казацкий — памятник природы регионального значения, созданный с целью сохранения уникального природного комплекса — места произрастания ценных, малочисленных, редких и исчезающих видов растений, в том числе можжевельника казацкого, занесённого в Красную книгу Волгоградской области.

## Описание
Памятник природы учреждён постановлением Главы Администрации Волгоградской области от 25.08.2009 г. № 993 «Об объявлении территорий в границах Дубовского, Клетского, Старополтавского, Суровикинского муниципальных районов Волгоградской области памятниками природы регионального значения». Расположен на правобережье реки Дон, примыкая к восточной границе хутора Мелоклетский. Расположен в зоне степей, подзоне сухих степей на каштановых почвах. Физико-географический регион: Восточно-Европейская равнина, Донская возвышенность, Чирско-Донской район, подрайон высоких плато. Ландшафт Придонский возвышенный плоско-выпуклый овражно-балочный. Площадь памятника природы — 210 га. Почвенный покров представлен темно-каштановыми глинистыми и тяжелосуглинистыми средне- и маломощными почвами. Почвообразующие породы — мела и мергели турон-коньякского яруса верхнего мела. Коренные породы — покровные четверичные отложения меловой системы. Это широкий спектр литофаций из глин суглинков, супесей, песков, песчаников, алевритов, опок, мергелей, писчего мела. Гидрологическая сеть отсутствует. Преобладающий тип растительных сообществ: типчаково-ковыльные степные сообщества занимают примерно половину территории. На меловом субстрате представлена популяция можжевельника казацкого. Негативное воздействие на территорию оказывает распашка земель и нерегулируемый выпас скота.

## Флора
Объекты растительного мира, занесенные в Красные книги Российской Федерации и Волгоградской области:
- Hyssopus cretaceous Dubjan. — Иссоп меловой, категория статуса редкости на территории Волгоградской области 3в; региональный критерий редкости А; категория статуса редкости по Красной книге Российской Федерации 3.
- Serratula tanaitica P. Smirn. — Серпуха донская, категория статуса редкости на территории Волгоградской области 3а; региональный критерий редкости А. L; категория статуса редкости по Красной книге Российской Федерации 1.
- Jurinea cretacea Bunge — Наголоватка меловая, категория статуса редкости на территории Волгоградской области 3а; региональный критерий редкости А; категория статуса редкости по Красной книге Российской Федерации 3.
- Genista tanaitica P. Smirn. — Дрок донской, категория статуса редкости на территории Волгоградской области 3а; региональный критерий редкости А, L; категория статуса редкости по Красной книге Российской Федерации 3.
- Matthiola fragrans Bunge — Левкой душистый, категория статуса редкости на территории Волгоградской области 3д; региональный критерий редкости А, L; категория статуса редкости по Красной книге Российской Федерации 3.

Объекты растительного мира, занесенные в Красную книгу Волгоградской области:
- Juniperus sabina L. — Можжевельник казацкий, категория статуса редкости на территории Волгоградской области 2а; региональный критерий редкости А.
- Stipa cretacea P. Smirn. — Ковыль меловой, категория статуса редкости на территории Волгоградской области 3а; региональный критерий редкости А, L.
- Hedysarum biebersteinii Zertova — Копеечник Биберштейна, категория статуса редкости на территории Волгоградской области 3д; региональный критерий редкости А.

## Ограничения на использование земель

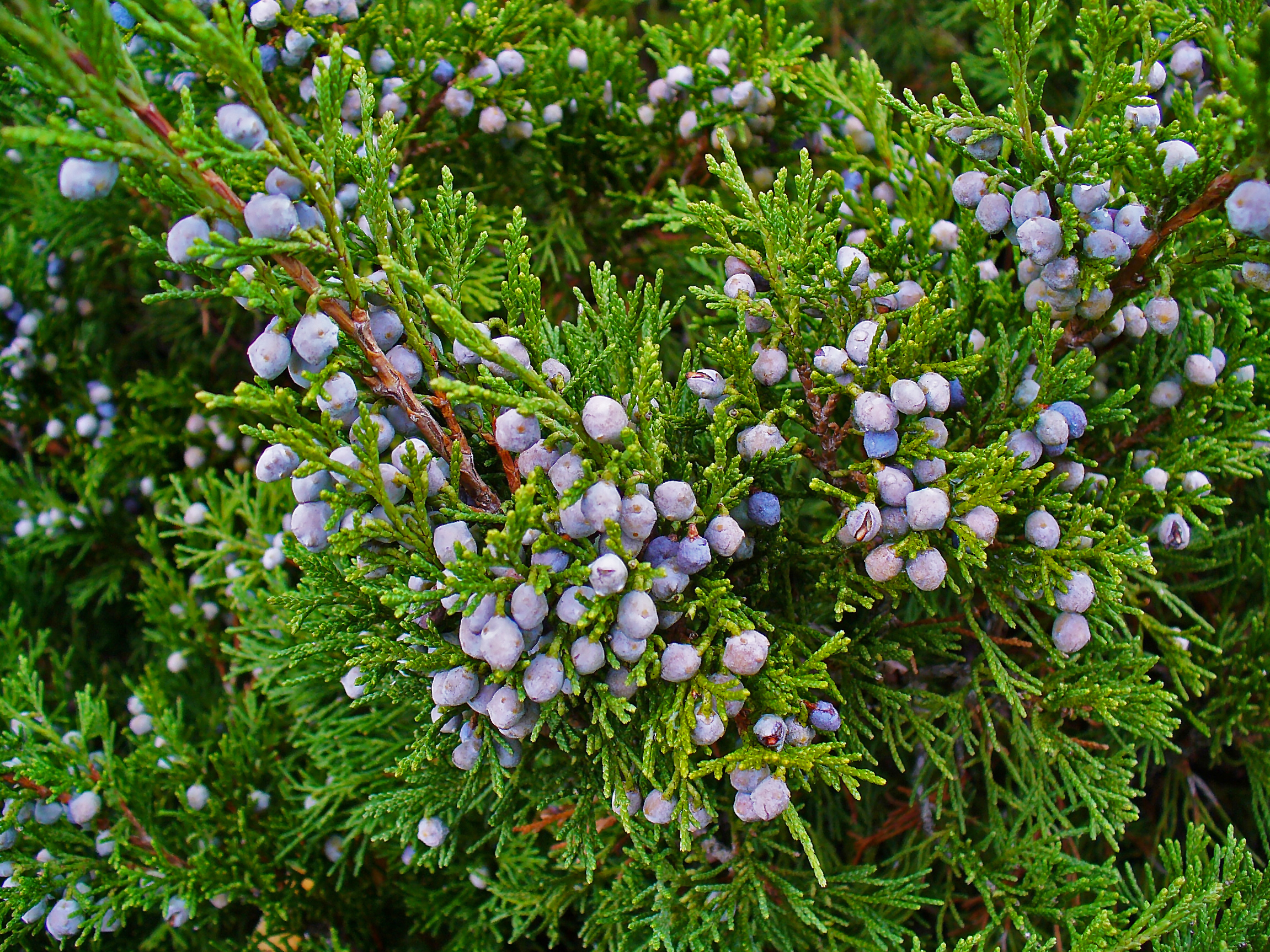
Можжевельник казацкий

На территории Памятника природы запрещаются:
- распашка земель, строительство зданий и сооружений, дорог и трубопроводов, линий электропередач и прочих коммуникаций, взрывные работы и разработка новых месторождений;
- нерегулируемый выпас скота и его прогон по территории Памятника природы;
- сбор и уничтожение растений;
- сбор и промышленная заготовка плодов можжевельника;
- изменение установившегося гидрологического режима территории;
- применение ядохимикатов и химических средств защиты растений сельскохозяйственными, лесохозяйственными и другими организациями и предприятиями без предварительного согласования со специально уполномоченным органом;
- проезд транспорта вне дорог общего пользования, стоянка транспорта вне отведенных мест;
- размещение отходов производства и потребления;
- предоставление земельных участков под застройку для коллективного и индивидуального садоводства и огородничества, организации подсобного хозяйства.

За обеспечение охраны и функционирование ООПТ несёт ответственность Комитет охраны окружающей среды и природопользования Волгоградской области.